# Cubiceps baxteri
Cubiceps baxteri är en fiskart som beskrevs av Mcculloch 1923. Cubiceps baxteri ingår i släktet Cubiceps och familjen Nomeidae. Inga underarter finns listade i Catalogue of Life.